# Гостя з майбутнього
«Го́стя з майбу́тнього» (рос. «Гостья из будущего») — радянський дитячий п'ятисерійний телефільм у жанрі наукової фантастики режисера Павла Арсенова за мотивами повісті Кира Буличова «Сто років тому вперед», один з найпопулярніших дитячих фільмів 1980-х років у Радянському Союзі. Головний персонаж фільму — Аліса Селезньова, роль якої зіграла 12-річна московська школярка Наташа Гусєва. Ця зіркова роль миттєво зробила її дуже популярною. Зйомки телефільму велись у 1983–1984 роках у Москві й Адлері. Прем'єра телефільму відбулася з 25 по 29 березня 1985 року по Першій програмі Центрального телебачення СРСР, у дні весняних шкільних канікул.

## Сюжет

### Перша серія
13 квітня 1984 року, в п'ятницю, учень 6-го «В» класу 20-ї московської школи Коля Герасимов після уроків, йдучи в магазин за кефіром, у шкільній формі і піонерській краватці, з трьома порожніми пляшками з-під молока в авосьці, зустрічає на вулиці свого однокласника Фіму Корольова. Фіма в цей час якраз стежить за підозрілою, на його думку, незнайомкою. Через кілька хвилин вона ховається з поля зору Фіми і Колі у вхідних дверях занедбаного дерев'яного двоповерхового будинку. Прийшовши слідом за незнайомкою в будинок хлопці виявляють, що він покинутий. В останній момент, уже збираючись звідти виходити, Коля помічає сходи, що ведуть кудись униз, можливо в підвал. Коля збігає вниз по цих сходах. Вони приводять його в досить просторий зал з античними колонами і настінними малюнками ранніх періодів історії людства. В кінці зали Коля помічає двері. Цікавість змушує його підійти до них впритул. Трохи постоявши біля них, Коля вже розвернувся, щоб йти назад, але тут вони відкриваються, з-за дверей виривається сліпуче світло — там, за ними, знаходиться невелика кімната, в центрі якої розташований дивний пристрій у вигляді стовпчика з кнопковою панеллю, поміщений на невисоку підставку круглої форми. Коля, що збуджений цією таємницею, заходить в цю кімнату, підходить до пристрою, стає на його підставку, тисне кілька разів на різні кнопки на кнопковій панелі. Тим самим пристрій активізується, вхідні двері до кімнати повільно закриваються і Коля раптом чує голосові команди з інструкціями про те, що йому належить робити.
Пристрій виявляється машиною часу. (Правда, Коля розуміє це не відразу, а тільки через деякий час, після прибуття на «станцію призначення»). За допомогою голосових інструкцій він переміщується в майбутнє і потрапляє до Московського Інституту часу 2084 року. (Таємнича незнайомка ж, за якої стежили Фіма і Коля — це співробітниця цього інституту Поліна, спеціаліст по XX століттю.) В інституті Коля мимоволі «знайомиться» зі скромним і романтичним, хоча і дуже занудним і допитливим співробітником інституту — біороботом Вертером, виконуючим обов'язки секретаря — «головного бюрократа і адміністратора» інституту, а за сумісництвом ще й прибиральника (він хапає «несподіваного гостя» Колю і поміщає його разом з авоською з пляшками в спеціальну кабіну для ідентифікації). Після цієї процедури Коля благає Вертера дозволити йому «хоч одним оком заглянути в прийдешній вік», зокрема — побувати на космодромі на церемонії зустрічі третьої зоряної експедиції. В результаті цих умовлянь Вертер проявляє своє романтичне єство і йде на порушення внутрішньої Інструкції інституту — замість того, щоб здати Колю в музей при інституті як експонат, або ж хоча б відразу відправити його назад в його час, відпускає його погуляти в місто.
Коля подорожує по Москві майбутнього, літає над нею на літальному апараті. На космодромі Коля, якого розбирає цікавість, вирішує ненадовго злітати на Місяць або, наприклад, на Уран (при цьому зовсім забувши про батьків, які в 1984 році вже прийшли з роботи і чекають на сина з кефіром). Спочатку він вирішує легально, як звичайний пасажир, звернутися у квиткову касу, але коли дізнається, що на найближчі рейси квитків вже не залишилося, задумує проникнути на який-небудь космоліт хитрістю.

### Друга серія
Блукаючи в службових приміщеннях космічного порту, Коля раптом помічає, що з контейнера, який прибув з Сатурна, з'являються дві дивні інопланетні істоти. Вони повільно «пливуть» над підлогою, як привиди. Істоти нападають на двох добропорядних співробітників космопорту, знерухомлюють їх і набувають їх зовнішності. Ці дивні істоти — останні космічні пірати Галактики Крис і Веселун У, які, як виявилося, потайки прилетіли на Землю, щоб заволодіти мієлофоном — унікальним пристроєм на основі кристалу для читання думок істот, що його оточують. Дізнавшись, завдяки своїй здатності приймати будь-яку зовнішність, а також надмірної довірливості директора космічного зоопарку — професора Селезньова (що перебуває в цей час разом із жвавою компанією в будівлі космопорту), що мієлофон знаходиться в Космозоо у його малолітньої дочки Аліси Селезньової (Наташа Гусєва), яка використовує цей прилад у своїх шкільних наукових дослідах з інопланетними тваринами, пірати поспішають в Космозоо. Але тут новий знайомий Миколи по XXI століттю дід Павло, який теж перебував у цей час у компанії професора Селезньова, схаменувшись і відчувши недобре, направляє Колю в Космозоо попередити Алісу, що їй і мієлофону загрожує небезпека. (Слід зазначити, що Коля ще кілька хвилин тому, відразу після виявлення ним космічних піратів, намагався переконати діда Павла в тому, що в службових приміщеннях він бачив дивних істот, що напали на штатних співробітників космодрому, але дід Павло легковажно проігнорував всі аргументи Колі, доки пірати не напали на нього (діда Павла) теж). Коля сідає на фліп і кидається навздогін за піратами.
У Космозоо пірати, в черговий раз ненадовго змінивши зовнішність, крадуть у Аліси (яка в цей час саме за допомогою мієлофону читала думки крокодила Сені в ставку) цей цінний прилад. Але тут, на щастя всієї Галактики, до місця викрадення наспів Коля. За допомогою наукового співробітника Космозоо Електрона Івановича і козла, що говорить — Наполеона, він перехоплює у піратів мієлофон (козел Наполеон буцає одного з піратів, той падає і упускає з рук прилад) і не втрачаючи ні хвилини, на фліпі летить з ним до Інституту часу під захист свого нового друга — біоробота Вертера. За Колею буквально по п'ятах женуться космічні пірати, а слідом за ним і піратами поспішає і Аліса. Біоробот Вертер встигає відправити Колю з трьома пляшками з-під молока та мієлофоном в авосьці на машині часу назад у його 1984 рік, але сам гине від рук розлючених розбійників.
Коля повертається в свій час — 13 квітня 1984 року. За ним, на машині часу, в ХХ століття проникають космічні пірати — Крис і Веселун У (все, що вдалося зробити біороботу Вертеру для Колі — це всього на кілька хвилин затримати їх у майбутньому), які знають тільки зовнішність Колі, а незабаром — і Аліса Селезньова, яка знає ім'я, номер московської школи і навіть клас Колі (цю інформацію в Космозоо їй повідомив козел Наполеон), але не знає Герасимова в обличчя. Під час подальшої погоні піратів за Колею та Аліси за ними центральними вулицями Москви 1984 року, Колі все ж вдається заскочити в магазин «Молоко» за кефіром, та сховатися від прибульців. А от Аліса Селезньова, що не знайома з бурхливим наземним вуличним рухом 1984 року, під час цієї гонитви грубо порушує Правила дорожнього руху і потрапляє в дорожньо-транспортну пригоду — її зачіпає своїм крилом тролейбус. З легкими забоями та синцями Аліса опиняється в лікарні, в одній палаті зі своєю ровесницею Юлею Грибковою.
Коля розуміє, що на нього відкрито полювання, що його інопланетні переслідувачі — космічні пірати, які проникли за мієлофоном в його час, налаштовані дуже серйозно: значимість приладу для них украй висока. У себе вдома, нарешті у відносній безпеці, він розповідає про все Фімі Корольову (заодно пригощаючи його кефіром, хоча Фіма більше воліє молоко) — тепер цю історію з подорожами в часі знає і друг. Той наполегливо переконує Герасимова зачаїтися, а мієлофон надійно сховати, а найкраще — взагалі спалити. Коля каже Фімі, що можна було б вдруге переміститися в 2084 рік і залишити там мієлофон з запискою, але Фіма категорично не радить однокласнику цього робити, тому що в майбутньому, на думку Корольова, Коля може бути заарештований за несанкціоноване проникнення в чужий час. Але незабаром Коля з Фімою все ж роблять спробу проникнути у машину часу, але ця затія їм не вдається — в покинутому будинку вхідні двері до машини часу наглухо замуровані бетонною стінкою, та до того ж, саме в цьому будинку облаштували собі тимчасове «лігво» пірати Крис і Веселун У.

### Третя серія
Медперсонал лікарні, в яку потрапляє Аліса після ДТП, в подиві — сама Аліса каже, що абсолютно не пам'ятає звідки вона, як її ім'я, а у зведеннях міліції про зникнення дітей, дівчинка з такими прикметами теж не значиться. Травми Аліси виявилися не небезпечними, але для того, щоб Аліса була виписана з лікарні, за нею повинні прийти якісь родичі, а вона каже, що нічого про себе не пам'ятає. Тому лікарі чекають, коли до Аліси повернеться пам'ять, або ж за нею прийде хтось із рідних. Аліса не особливо відверта і зі своєю сусідкою по палаті Юлею Грибковою. У розмовах з нею вона говорить про себе правду, але ця правда абсолютно не зрозуміла Юлі, дівчинці кінця XX століття, так як Аліса при цьому не говорить їй про себе найголовнішого — з якого вона часу. Аліса справедливо побоюється, що якщо вона скаже це Юлі, та прийме її за, м'яко кажучи, «фантазерку». В одній з розмов Аліса ненароком запитує у Юлі — з якої вона школи, і з якого класу. Як щасливий подарунок долі, з'ясовується, що Юля навчається в 6-му «В» класі 20-ї школи, тобто в тій же самій школі і навіть у тому ж класі, що і Коля, якого вона тепер розшукує! Нарешті Аліса все ж розповідає Юлі всю правду про себе. Як здається, Юля з труднощами, але все ж вірить у почуте від Аліси.
Вистеживши Алісу, космічні пірати пізно ввечері одного з днів (швидше за все, на 2-3 день після 13 квітня — дня їх переміщення у часі і ДТП з Алісою) проникають в цю лікарню. Крис, прийнявши вигляд лікаря Олександра Борисовича, разом з Веселуном У заходить в палату переляканих Аліси та Юлі. Пірати обшукують всю палату, але мієлофона, природно, не знаходять — він у Колі. Коли пірати йдуть геть з палати, Аліса розповідає Юлі про те, ким були їхні раптові «відвідувачі». Юля, дізнавшись вже всю правду про Алісу, обіцяє їй допомогти в її пошуках Колі і мієлофону. Дівчата вирішують більше не спокушати долю і вранці наступного дня, на світанку, без п'ятнадцяти шість, прямо у лікарняних піжамах і тапочках, через вікно втікають з лікарні до Юлі додому, в її простору квартиру (батьки Юлі зараз у відпустці, у від'їзді, в квартирі тільки її бабуся). По дорозі дівчинки зустрічають Фіму Корольова, однокласника Юлі та Колі, який у такий ранній час уже вигулює свого пса. Алісу, завдяки зв'язкам Юлиної бабусі (її знайомству з заступником Міністра освіти СРСР Миколою Сінєхвостіковим), тимчасово влаштовують вчитися в один клас з Юлею. Космічним піратам в лікарні хитрістю вдається дізнатися адресу, за якою були виписані Юля і Аліса (Юлина бабуся відразу по приході додому внучки з Алісою, зателефонувала до лікарні і повідомила, що дівчатка у неї), і навіть школу, де вчиться Юля. Крис приходить на поріг квартири Юлиної бабусі, перетворившись на маленьку дівчинку — ученицю молодших класів Юлиної школи, намагається виманити з квартири Алісу, але бабуся спроваджує маленьку негідницю і грубіянку. Пірати встановлюють спостереження за будинком і школою Юлі.

### Четверта серія
Коля перебуває в сумнівах, не знаючи, як вчинити — просто віддати мієлофон Алісі, яка раптом, так несподівано, з'явилася в їхньому 6-му «В», він не наважується, знаючи, що космічні пірати можуть при бажанні легко набувати будь-якого вигляду, перевтілюватися навіть в Алісу. Фіма навіть пропонує Колі втекти, на якийсь час виїхати з Москви, але той не має наміру цього робити — у нього днями відповідальна контрольна з алгебри. Фіма взагалі переконаний, що поява Аліси в їхньому класі — це зовсім не випадковість, а частина глибоко продуманого плану людей з майбутнього по затриманню, відправленню в майбутнє та ізоляції в ньому Колі, і що для Аліси ізолювати Колю (щоб він зі своїм знанням майбутнього не зміг за допомогою цього знання змінити сьогодення — і тоді катастрофа) навіть важливіше, ніж повернути собі мієлофон. Головна ж проблема Аліси наразі полягає в тому, що вона не знає Колю в обличчя (не бачила його у Космозоо, а тільки чула там його голос), а в 6-му «В», куди вона так вдало і несподівано для себе потрапила, аж три Миколи — Сулима, Садовський і Герасимов, тому Алісі та Юлі неясно, у кого ж з них знаходиться мієлофон. Йде тонка психологічна гра з одного боку Аліси та Юлі (які за деякими непрямими ознаками спішно намагаються з'ясувати — хто з трьох хлопців з їх класу бував у майбутньому), а з іншого боку Колі і Фіми (які за непрямими ознаками намагаються зрозуміти — чи Аліса це насправді так несподівано з'явилася в їхньому класі, чи це зовсім і не Аліса, а перевтілений космічний пірат, а також те, якою може бути реакція Аліси на Колю, коли вона дізнається, що це саме він був у майбутньому).
Нарешті Коля, на третій день перебування Аліси в їхньому класі (Аліса і Юля теж передчувають, що цей день буде вирішальним у визначенні потрібного їм Колі), все ж таки вирішує віддати їй мієлофон, але не прямо в руки, а потайки, за допомогою супровідної записки. Він приносить його в школу і на перерві між уроками непомітно підкладає в Юлин шкільний портфель разом із запискою, в якій пояснює Алісі ситуацію і просить його пробачити. Але і пірати в цей же день, користуючись довірливістю Юлиної однокласниці Міли Руткєвич (яка при появі Аліси в їхньому класі тут же її невзлюбила, так як Аліса, завдяки своїм винятковим, як для школярки кінця XX століття, здібностям і талантам, тут же скинула її з «п'єдесталу» успішності і популярності серед однокласників), проникають в цю школу, в 6-й «В» клас на початку уроку англійської мови. Розуміючи ситуацію, що склалася, бачачи, як один з космічних піратів у вигляді вчительки англійської мови викликав Алісу до дошки і вже покопався у неї в портфелі в пошуках мієлофону, Коля, щоб відвернути увагу піратів на себе і врятувати Алісу і прилад (який зараз у портфелі у Юлі), біжить з кабінету зі словами «Аліса, мієлофон у мене!». Пірати тут же приймають ці слова Колі за чисту монету і кидаються його наздоганяти. Щоб скоротити шлях, вони вистрибують з вікна третього поверху навперейми Колі. Аліса теж вистрибує з вікна і кидається навздогін за Колею і піратами: тепер вона нарешті дізналася, у якого ж з трьох хлопців перебуває мієлофон — таємне стає явним. У результаті тривалої погоні по вулицях і підворіттях Москви космічні пірати наздоганяють і хапають Колю, пов'язують, затикають рот і несуть його в покинутий будинок з машиною часу і їх тимчасовим притулком. Аліса втрачає їх слід. У покинутому будинку пірати катують Колю (підвішують догори ногами), а також обіцяють йому багато грошей, велосипед, моторолер і навіть автомобіль «Жигулі» останньої моделі за інформацію про місцезнаходження мієлофону, але Коля, як справжній піонер, стійко переносить всі ці тортури і спокуси і не видає зловмисникам таємницю.

### П'ята серія
Юля і 8 її однокласників, яким вона без вагань, як тільки Коля, пірати та Аліса вибігли з класного кабінету, розповіла подробиці всієї цієї неймовірної історії, йдуть з зірваного піратами уроку і вирушають на пошуки Аліси і Колі. Незабаром вони зустрічають Алісу, яка так і не наздогнала Колю і піратів. Керівництво подальшої операцією з порятунку Колі намагається взяти на себе його найкращий друг Фіма Корольов, але в результаті команда прислухається до думок Аліси і Колі Сулими, а Фіма разом з Миколою Садовським, як його охоронець, йде до Колі Герасимова додому подивитися, чи на місці мієлофон. Через якийсь час цей прилад, разом з Миколиною запискою, зовсім випадково виявляється школярами в портфелі Юлі. Читаючи мієлофоном думки випадкового свідка спіймання Колі піратами — легкодухого і полохливого громадянина Ішутіна в джинсах і кофті від спортивного костюму фірми «Адідас», з «Книгою про смачну і здорову їжу» та медичним термометром у валізці типу «дипломат» (якого пірати залякали і наказали мовчати про побачене), діти дізнаються де Коля, і вирушають йому на виручку.
У покинутий будинок, де за впізнаними школярами думкам Ішутіна знаходиться Коля, заходить одна Аліса з мієлофоном, без дітей (їх відволік на себе Крис, обернувшись в Колю і вибігши з дому у них на очах). Вона чує Коліні стогони (насправді це Веселун У заманює Алісу глибше в будинок, теж обернувшись на Колю — справжній Герасимов змучений настільки, що вже не в змозі навіть стогнати), йдучи по будинку, в одній з кімнат виявляє напівживого Колю, ніжно обіймає і дякує йому за порятунок мієлофону. У цей час Веселун У, непомітно до них підкравшись, захоплює мієлофон, який Аліса якраз ненадовго відклала набік. Отримавши жаданий мієлофон, космічні пірати наввипередки поспішають до машини часу, влаштувавши навіть своєрідне «змагання» між собою — внутрішні суперечності між ними дають про себе знати: кожен хоче привласнити всі майбутні «лаври» залучення мієлофону тільки собі.
Але в нижньому залі з колонами пірати з жахом виявляють, що двері до машини часу заблоковані. Підоспілі незабаром в цей зал школярі (Аліса, Коля, Юля, Фіма і ще 7 однокласників) і тренер з легкої атлетики Марта Ерастівна Скриль (що обіцяла Алісі величезну спортивну славу і буквально не давала їй проходу після недавнього уроку фізкультури в 6-му «В», де дівчата стрибали в довжину і Аліса стрибнула на 6 м 20 см), виявляють пригнічених і розлючених космічних піратів біля замурованих дверей до машини часу. Все могло б закінчитися для школярів і Марти Ерастівни плачевно, адже злочинці озброєні зброєю майбутнього — бластером (з якого ними і убито біоробота Вертера в Інституті часу), але в цей момент двері, що ведуть до машини часу, раптом несподівано для всіх розблоковуються і з кімнати з'являється все та ж Поліна, яку на початку всієї історії вистежував Фіма Корольов. Вона невразлива перед зброєю піратів. Поліна знерухомлює, іменем закону Галактики заарештовує космічних піратів, і тут же відправляє їх на машині часу назад у майбутнє, в 2084 рік. Поліна просить Алісу прощатися з дітьми (дає їй на це лише дві хвилини) і поспішити в свій час — в 2084 рік, а дітей, в свою чергу, просить нікому не говорити про всю цю історію з переміщеннями у часі.
Фінальна сцена фільму дуже зворушлива. Аліса назавжди прощається з однокласниками, до яких вона за ці три дні перебування в їхньому 6-му «В» встигла дуже прив'язатися. Вони теж дуже не хочуть назавжди розлучатися з такою чудовою дівчинкою з майбутнього (хоча трохи раніше Аліса якось розповідала однокласникам, що в її часі такими добрими і чуйними, розумними і красивими як вона, є чи не всі школярі, і тому особисто вона не знаходить в собі абсолютно нічого неординарного для свого часу). Щоб хоч трішки віддалити час розлуки, Аліса починає злегка розкривати кожному з дітей його подальшу долю: говорить їм про те, хто з них ким стане в майбутньому. (Цікаво те, що серед однокласників Аліси виявляється навіть майбутній винахідник машини часу.) Аліса кидає повний ніжності і смутку прощальний погляд на однокласників і зникає в сліпучому світлі за дверима, що ведуть до машини часу. Звучить красива фінальна пісня фільму «Прекрасне далеко», що містить звернення до майбутнього.

## Актори
- Наташа Гусєва — Аліса Селезньова
- Альоша Фомкін — Коля Герасимов / Крис в його образі / Веселун У в його образі
- Мар'яна Іонесян — Юля Грибкова
- Ілля Наумов — Фіма Корольов
- В'ячеслав Невинний — Веселун У / В'ячеслав Михайлович, співробітник космопорту
- Михайло Кононов — Крис / Михайло Іванович, співробітник космопорту
- Георгій Бурков — Алік Борисович, головлікар / Крис в його образі
- Євген Герасимов — біоробот Вертер / козел Наполеон (голос в епізоді, коли Наполеон повідомляє Алісу про адресу Колі)
- Валентина Тализіна — Марія Павлівна, старша медсестра лікарні / Веселун У в її образі
- Наталя Варлей — Марта Ерастівна Скриль, тренер з легкої атлетики
- Олена Метьолкіна — Поліна, співробітниця Інституту Часу
- Володимир Носик — дідусь Павло, свекор Поліни / Веселун У в його образі
- Юрій Григор'єв — професор Селезньов, тато Аліси Селезньової
- Марія Стерникова — медсестра Шурочка / Крис в її образі (лікар Іванова)
- Андрій Градов — громадянин Ішутін
- Людмила Ариніна — бабуся Юлі
- В'ячеслав Баранов — Едуард Олександрович («Ілля Муромець»), вчитель фізкультури
- Тетяна Божок — Інна Кирилівна, мама Колі
- Катерина Васильєва — Алла Сергіївна, вчителька англійської мови / Крис в її образі
- Ігор Ясулович — Електрон Іванович, співробітник «КосмоЗоо» / Крис в його образі / козел Наполеон (голос)
- Борис Щербаков — Іван Сергійович, співробітник Інституту Часу
- Олена Циплакова — Марія, співробітниця Інституту Часу
- Рубен Симонов — Гогі, співробітник Інституту Часу
- Світлана Харитонова — фальшива тітка Аліси
- Марія Скворцова — балакуча старенька
- Інна Чуркіна — одна зі школярок у космопорті

Учні 6-го «В»:
- Антон Суховерко — Коля Суліма
- Семен Бузган — Коля Садовський
- Олексій Муравйов — Боря Мессерер
- Катерина Авербах — Міла Руткєвич
- Олена Коляскіна — Катя Михайлова
- Марія Баукіна — Альбіна Фетісова
- Наталя Шанаєва — Лєна Домбазова

## Додаткові факти
- Зовнішній вигляд біоробота Вертера був скопійований з роботів фільму «Війна роботів» (1978 року) (італ. "La guerra dei robot") італійського режисера Альфонсо Бреша (Alfonso Brescia)[1].

## Перезапуск
У січні 2020 року продюсер фільму «Вторгнення» Михайло Врубель заявив зняти рімейк фільму «Гостя з майбутнього».